# بریج آو الن
بریج آو الن (به انگلیسی: Bridge of Allan) یک شهرک در اسکاتلند است که در استیرلینگ واقع شده‌است. بریج آو الن ۶٬۷۶۲ نفر جمعیت دارد.